# فيليب يوهانسون
فيليب يوهانسون (بالسويدية: Filip Johansson)‏ (21 يونيو 1902 في السويد - 1 نوفمبر 1976) هو لاعب باندي ‏ ولاعب كرة قدم سويدي في مركز الهجوم. شارك مع منتخب السويد لكرة القدم. أما مع النوادي، فقد لعب مع نادي غوتبورغ.

## وصلات خارجية
- فيليب يوهانسون على موقع اتحاد السويد (السويدية)
- فيليب يوهانسون على موقع قاعدة بيانات كرة القدم.إي يو (الإنجليزية)
- فيليب يوهانسون على موقع ناشيونال فوتبول تيمز (الإنجليزية)
- فيليب يوهانسون على موقع عالم كرة القدم.نت (الإنجليزية)